# Peperomia san-joseana
Peperomia san-joseana är en pepparväxtart som beskrevs av C. Dc.. Peperomia san-joseana ingår i släktet peperomior, och familjen pepparväxter. Inga underarter finns listade i Catalogue of Life.